# Wünsche fliegen übers Meer
Wünsche fliegen übers Meer – jedenasty album zespołu niemieckiego Die Flippers z roku 1981.

## Lista utworów
1. Mein Herz ist tätowiert... Mit Deinem Namen – 3:34
2. Donna Mexicana – 4:08
3. Liebst Du mich noch wie früher – 3:19
4. Mit der Raupe fahr´n – 2:37
5. Zwei Schritte nach vorn – 3:13
6. Ich hab ´nen Bungalow in Santa Nirgendwo – 3:35
7. Jackie – 3:54
8. Ein kleines Hotel bei Cuxhaven – 3:44
9. Jenny und Tom – 3:55
10. Die Zeit ist reif – 3:16
11. Wünsche fliegen über´s Meer – 3:34
12. Du, bin ich zu weit gegangen? – 4:03